# Литл-Бей-Айлендс
Литл-Бей-Айлендс (англ. Little Bay Islands — «Малая Бухта Островов») — город-«призрак» в Канаде, занимающий группу островов Литтл-Бэй, Макс, Коз, Харбор и Боцман Тикл, расположенных близ острова Ньюфаундленд (в бухте Нотр-Дам) у северо-восточных берегов полуострова Лабрадор, входит в состав провинции Ньюфаундленд и Лабрадор.

## География
Рельеф преимущественно холмистый, самая высокая гора — Кэмпбелл-Хилл (125 метров).

## Флора и фауна
Природа островов мало отличается от соседней континентальной, эндемики немногочислены, острова покрыты хвойными лесами: чёрная и сизая ель, бальзамическая пихта.

## Население
Начало заселения островов Малой Бухты — с 1825 года. Город был когда-то процветающим сообществом, насчитывавшим около 500 человек, но после моратория на ловлю трески население значительно сократилось. Основной источник занятости, завод по переработке крабов, был закрыт с 2010 года. В феврале 2019 года постоянные жители проголосовали за выполнение программы переселения, проводимой правительством провинции для небольших общин, которые стали слишком дорогими для обслуживания, и почти все из 55 жителей покинули город к концу декабря 2019 года. Владельцам недвижимости, которые были постоянными жителями, выплачивалось не менее 250 000 канадских долларов в качестве компенсации за имущество, которое они оставляли. На конец декабря 2019 года в городе пожелала остаться одна семейная пара пенсионеров, которые являются единственными жителями-«робинзонами», — супруги Майкл и Джорджина Парсонс не имели права голоса при переселении, поскольку они не жили в общине в течение достаточного количества времени. Теперь они живут в уединении и ведут блог о своей жизни. Жителям разрешено сохранить свои дома даже после получения компенсации, чтобы возвращаться для сезонного проживания, но они не могут получать там государственные услуги.

## Инфраструктура
В общине была школа (до 2016 года), пожарное депо, две церкви и гостиница (полупансион).
С переселением 2019 года в городе нет никаких учреждений или организаций, отключены водопровод и электричество.
Паром MV Hazel McIsaac обслуживал остров несколько раз в день, но должен быть остановлен к 1 января 2020 года.
Через весь город с севера на юг по побережью восточной бухты проходит одна центральная улица Little Bay Islands Road, которая также пересекает остров с востока на запад и выходит к пристани юго-западной бухты.